# Motol (zajezdnia tramwajowa)
Motol – jedna z ośmiu czynnych praskich zajezdni tramwajowych, eksploatowanych przez przedsiębiorstwo Dopravní podnik hlavního města Prahy. Znajduje się przy ulicy Maškova 700/1 w części miasta Motol, w dzielnicy Praga 5.

## Historia
Zajezdnia Motol została otwarta w listopadzie 1937 r. Początkowo do użytku oddano tylko halę północną, a w 1953 r. dobudowano halę południową. W zajezdni Motol znajdują się 24 tory postojowe.
W 1972 r. zajezdnię rozbudowano o wjazd od strony zachodniej, w pobliżu obecnego przystanku Motol. Tramwaje wjeżdżały do zajezdni zachodnią bramą, omijały swoją halę od południa i dojeżdżały aż do wschodniej bramy, skąd kierowały się do swoich torów postojowych. od czasu zakończenia eksploatacji taboru dwukierunkowego na linii nr 9 (14 stycznia 1974 r.) do oddania do użytku linii tramwajowej Vozovna Motol – Sídliště Řepy (1988, z wyłączeniem czasu remontu torowiska tramwajowego na ulicy Plzeňskiej) tor okrężny na terenie zajezdni był jedynym czynnym miejscem zawracania składów tramwajowych w Motolu; swoją trasę w latach 1979–1981 kończyła tutaj linia nr 9.
W latach 1977–1979 w trakcie długotrwałej przebudowy ulicy Plzeňskiej połączonej z remontem torowiska tramwajowego zajezdnię połączono z resztą systemu prowizorycznym jednotorem Motol – Vypich.
W 2010 r. wymieniono poszycie dachu zajezdni, a dwa lata później zakończono częściowy remont torów postojowych. W 2016 r. odnowiono elewację frontową budynku zajezdni.

## Tabor
Według stanu z 1 grudnia 2017 r. w zajezdni stacjonowało 99 tramwajów, w tym 75 typu Škoda 15T.